# Kaufmannskirche (Erfurt)

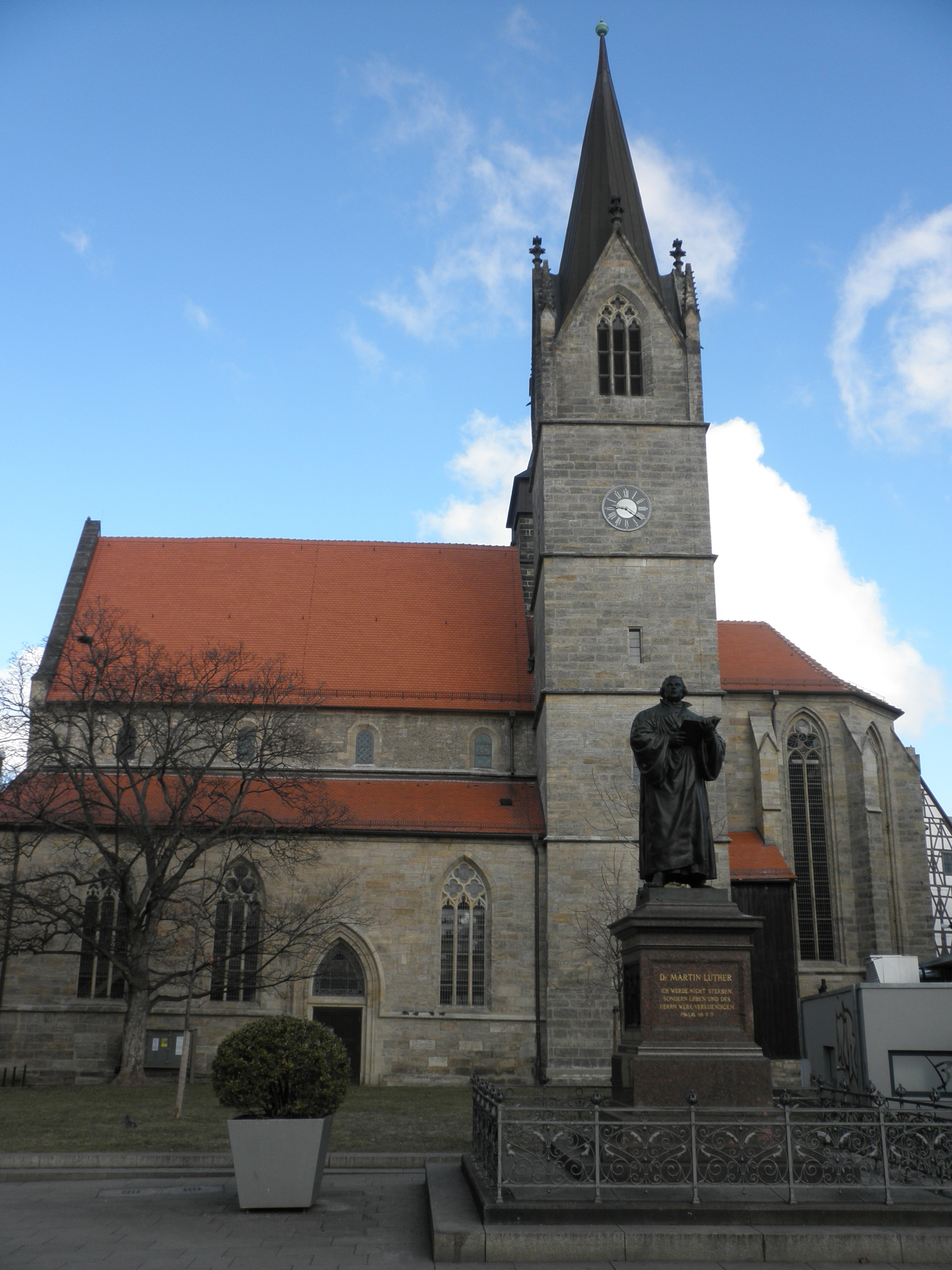
Kaufmannskirche: Ansicht vom Anger her mit dem Lutherdenkmal davor

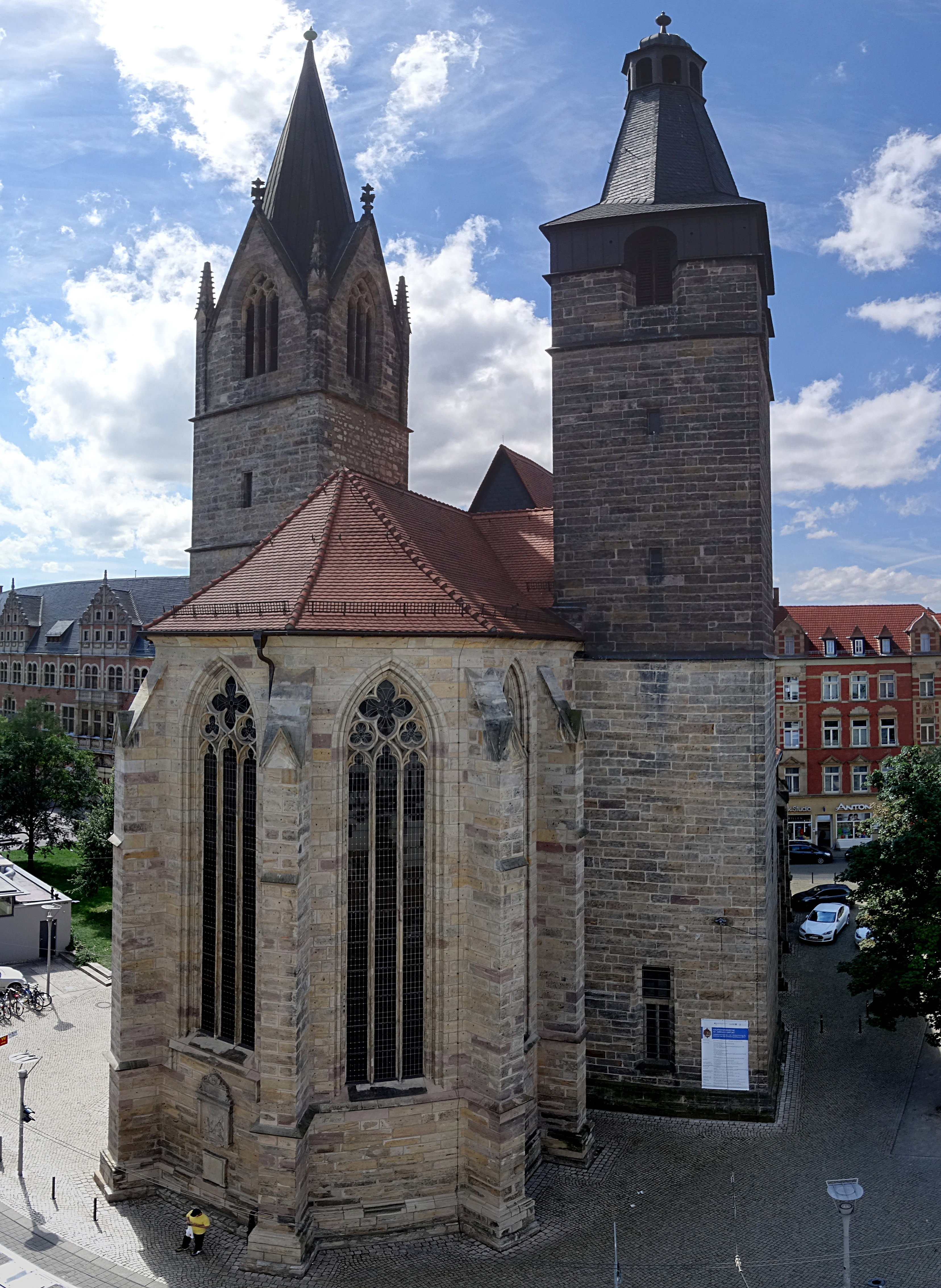
Ansicht von Osten

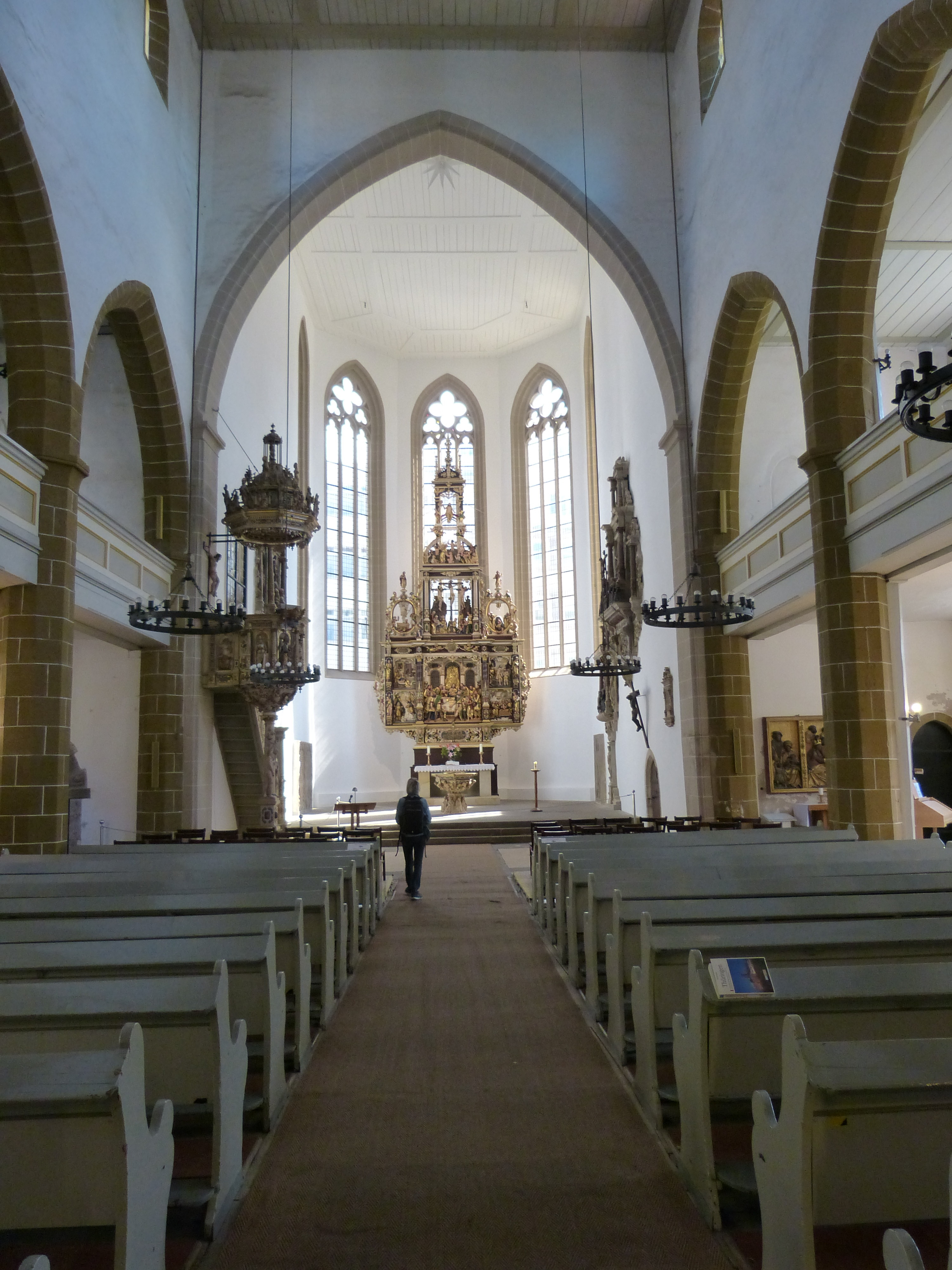
Innenraum in Richtung Chor

Die Kaufmannskirche (lat. Ecclesia Mercatorum) befindet sich am Nordende des Erfurter Angers und ist seit 1521 evangelisch.

## Geschichte
Die Frühgeschichte der Kaufmannskirche ist umstritten. Möglicherweise ist sie eine Gründung friesischer Händler aus dem 8. Jahrhundert, wobei die jüngere Forschung eher von einer hochmittelalterlichen Gründung ausgeht. Die Kaufmannskirche ist als Pfarrkirche der ersten Marktansiedelung der Stadt dem heiligen Gregor von Utrecht geweiht. Sie ist neben der Reglerkirche die einzige doppeltürmige Pfarrkirche der Stadt. Der jetzige Bau entstand nach einem Brand 1291 im Wesentlichen bis 1368 in gotischem Stil. Aus den Jahren 1598 bis 1625 stammt die Spätrenaissance-Ausstattung der Kirche.
Die Kirche diente als eine der beiden Hebestellen des an den Erzbischof von Mainz zu entrichtenden Freizinses (1108 erwähnt), was ebenfalls auf ihr hohes Alter schließen lässt. Von 1636 bis 1650 diente die Kaufmannskirche als schwedische Garnisonskirche. 1668 wurden die Eltern von Johann Sebastian Bach in der Kirche getraut. 1855 bis 1865 erfolgten umfangreiche Restaurierungsarbeiten, dabei wurden auch seitliche Emporen eingebaut. 1944 wurde die Kirche durch eine Luftmine schwer beschädigt und bis 1952 wiederhergestellt. 1955 erfolgte die Restaurierung des Altars, 1987 bis 1992 der Kanzel, 1994 des Südturms und 2001 des Nordturms. Am 28. Juni 2009 wurde mit einem Dank- und Taufgottesdienst der Abschluss der Restaurierung des über 400 Jahre alten Taufsteins der Kirche gefeiert.
In die äußere Kirchenmauer, in Richtung Anger und Martin-Luther-Denkmal, wurde im Jahre 1917 in steinerner Kreuzform der Text „Am 22. Oktober 1522 predigte in der Kaufmannskirche Martin Luther vom Kreuz und Leiden eines rechten Christenmenschen 1917“ eingefügt.

Zeichnung von 1890
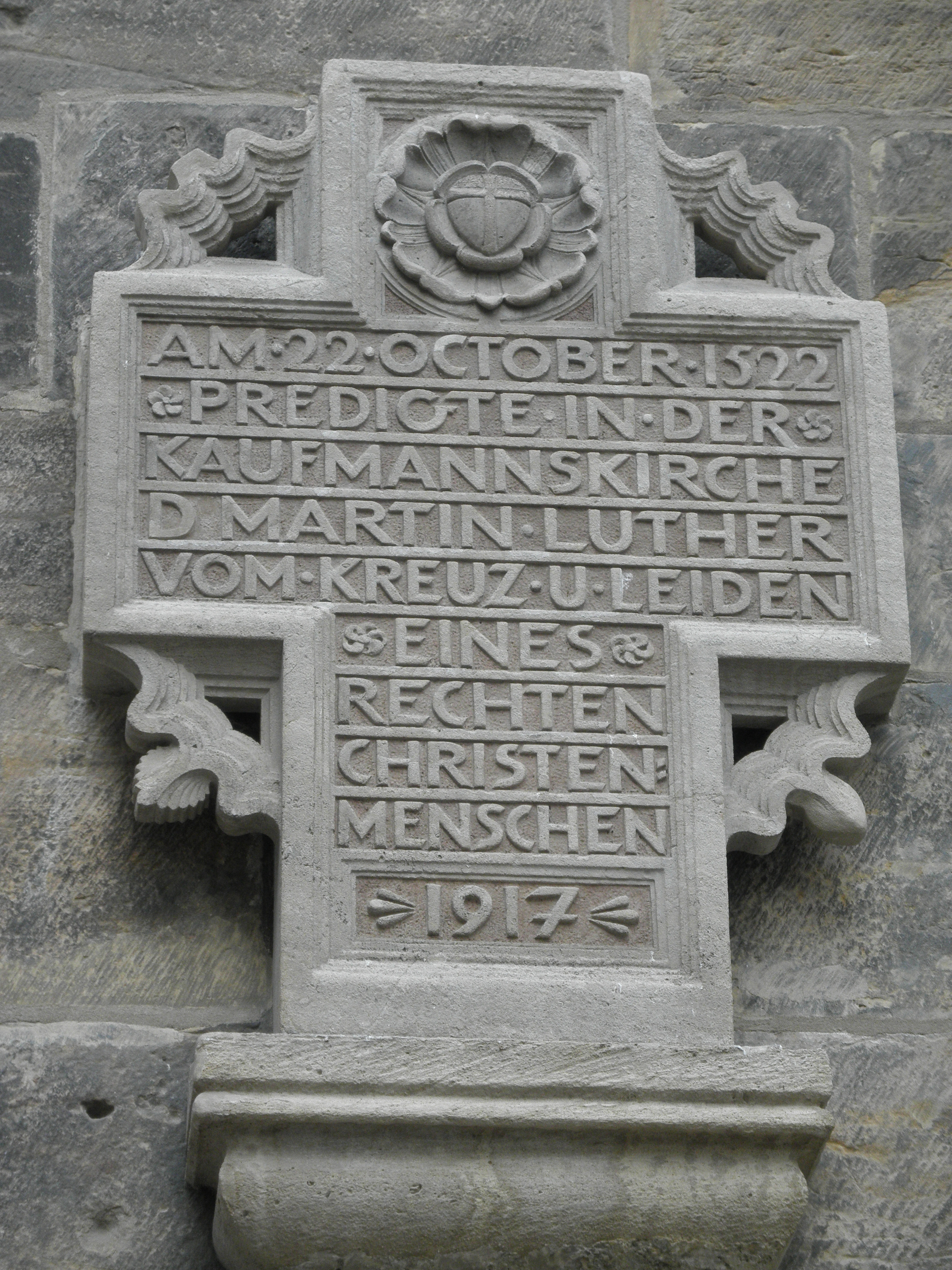
Gedenkkreuz von 1917 in der Kirchenwand

1965 wurde aus verkehrstechnischen Gründen das nördlich der Kirche gelegene Kaufmänner-Pfarrhaus abgebrochen. Es stammte aus dem Anfang des 18. Jahrhunderts und war in barocken Formen erbaut worden. Das Institut für Denkmalpflege hatte sich vergeblich um die Erhaltung des Pfarrhauses bemüht.
Laut einem „Masterplan“ soll (Stand 2010) die Kaufmannskirche neben ihrer religiösen Funktion auch für kulturelle und soziale Aufgaben umgestaltet werden. Die Emporen und die Kirchenbänke sollen entfernt werden und an die Südseite Richtung Anger will man ein „modernes rechteckiges Gebäude aus durchscheinendem Glas“ anbauen.

## Ausstattung

### Hochaltar

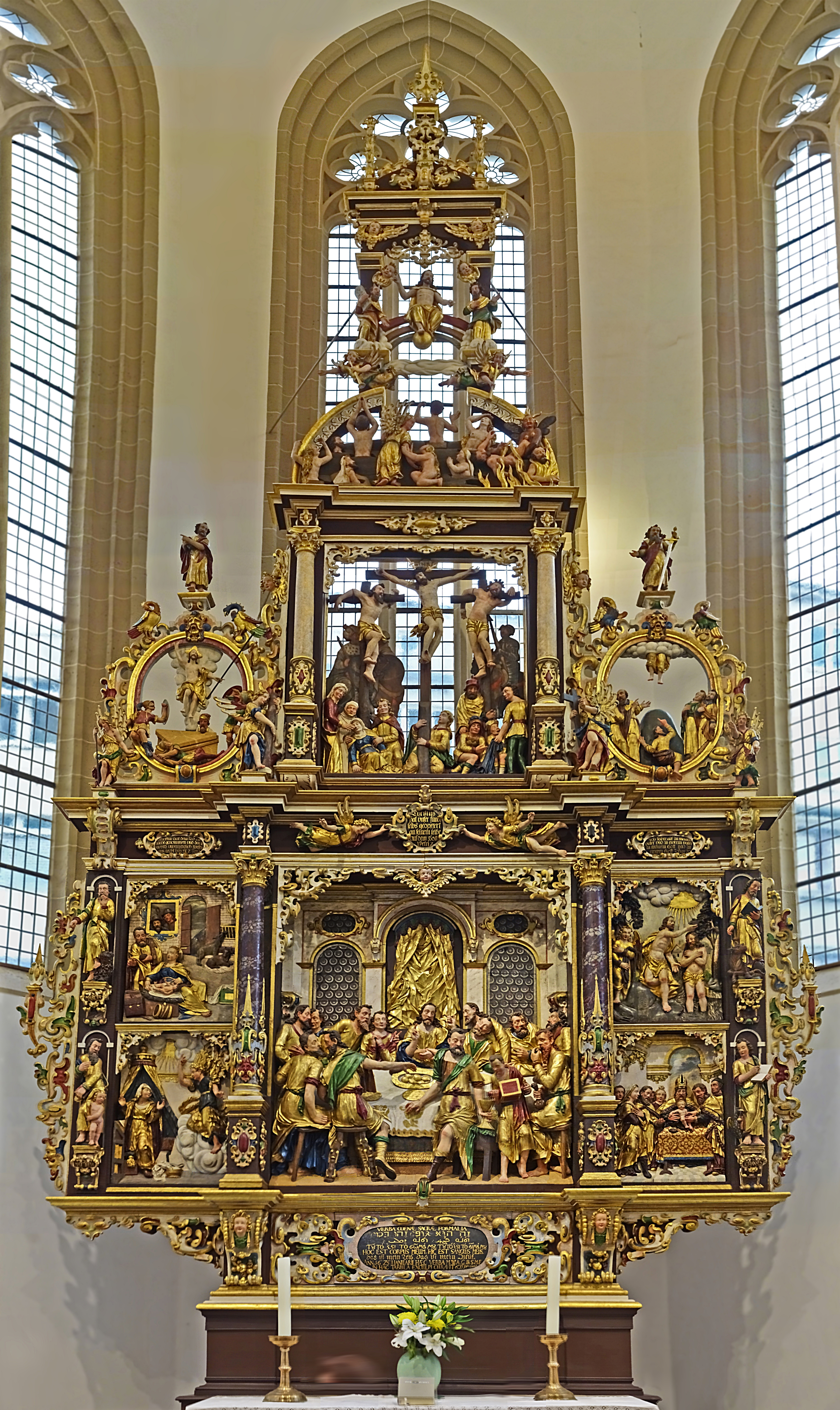
Erfurter Reformationsaltar

1625 wurde der 8,50 m hohe und 3,60 m breite Hochaltar aus Lindenholz von den Gebrüdern Friedemann im Chorraum errichtet. Bemalt und vergoldet wurde er – vermutlich wegen des Ausbruchs des Dreißigjährigen Krieges – erst 1671 von Michael Kesweiß aus Gotha. Der ursprüngliche Hochaltar war 1594 durch einen Gewölbeeinsturz zerstört worden.
Es handelt sich um einen Flügelaltar mit Mittelschrein, feststehenden Seitenflügeln und Gesprenge, welcher auf einer Predella steht. Auf dem Mittelschrein, und somit im Zentrum, wird das Abendmahl dargestellt. Diese Szene wird von zwei Kompositsäulen und den Seitenflügeln eingerahmt. Auf dem linken Flügelrelief sind unten die Verkündigung und oben die Geburt Jesu zu erkennen. Das rechte Flügelrelief stellt unten die Beschneidung und oben die Taufe dar. Beide Seitenflügel werden außen durch Evangelistendarstellungen begrenzt.
Im Oberbau steht die Darstellung der Kreuzigung im Mittelpunkt, welche links von der Auferstehung und rechts von der Himmelfahrt flankiert wird. Darüber werden links das Jüngste Gericht und rechts die Verdammnis dargestellt. Ganz oben befindet sich Jesus als Weltenrichter auf einem Regenbogen sitzend, von Moses und Johannes flankiert und von Engelsköpfen umgeben.
Das Gesprenge besteht aus vier stehenden Engeln, welche die Marterwerkzeuge in den Händen halten. Auf der Predella steht sowohl in lateinischer als auch in aramäischer, hebräischer und griechischer Schrift geschrieben: „Das ist mein Leib, das ist mein Blut.“ (Mt. 26, 26–28).

### Kanzel

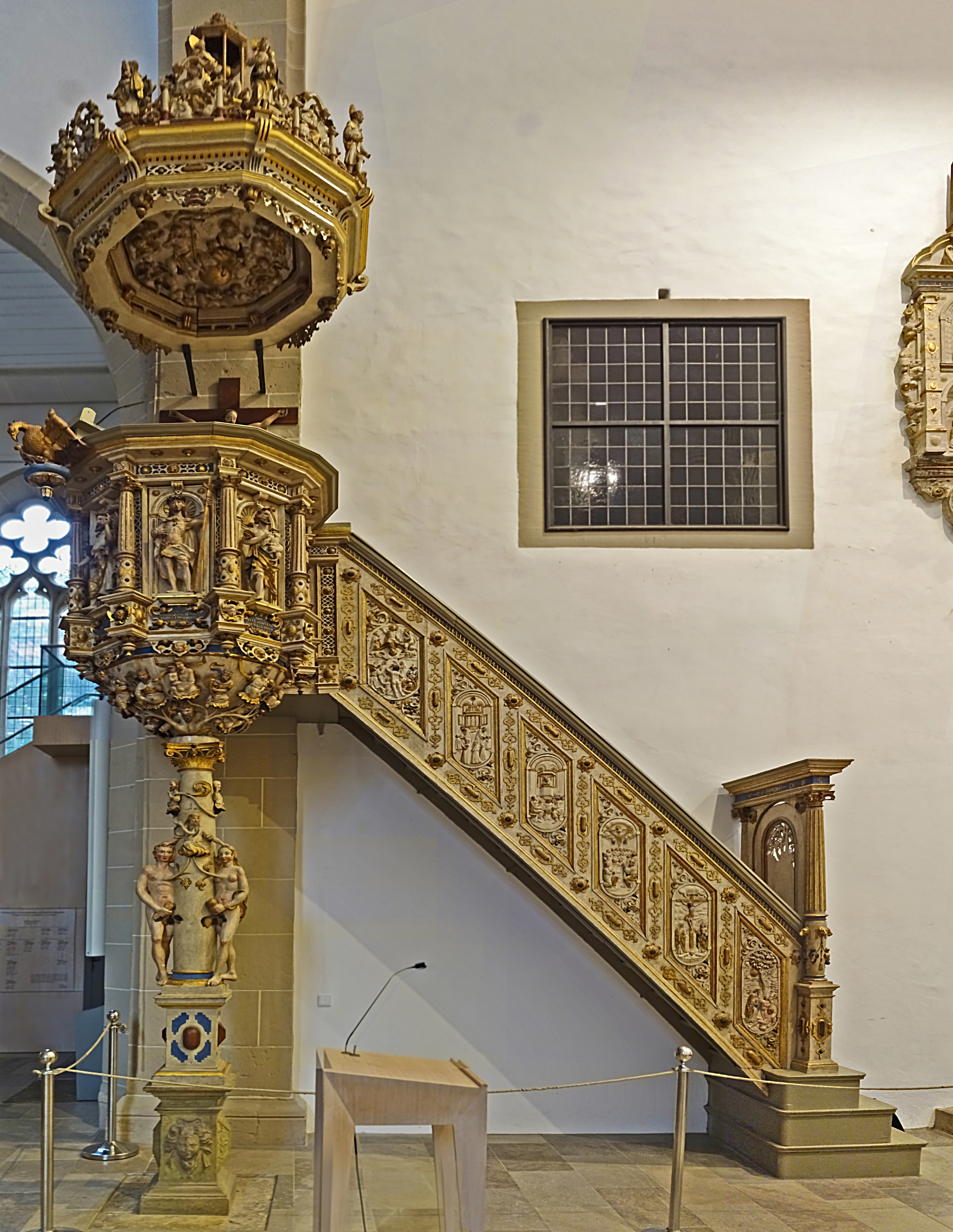
Kanzel

Ebenfalls von den Gebrüdern Friedemann wurde 1598 die sieben Meter hohe Kanzel am südlichen Pfeiler des Triumphbogens im Chorraum errichtet. Seit Restaurierungsarbeiten im 19. Jahrhundert befindet sie sich an der heutigen Nordseite.
Die Kanzel stellt die evangelische Lehre bildlich dar. So sollen Adam und Eva, welche sich am Kanzelfuß aus Sandstein befinden, die Vertreter der Menschheit repräsentieren. Sie werden von Abraham gesegnet, dessen Segen ebenfalls auf die über ihm dargestellten Isaak, Jakob und Jesse übertragen wird. Unter dem Kanzelkorb ist David mit Harfe als Psalmensänger zu erkennen, ebenso wie Maria mit dem Kinde und die Stammväter Jesu. Darüber, direkt am Kanzelkorb, ist Jesus als Schmerzensmann dargestellt, welcher für die Menschheit gelitten hat und dann für sie gestorben ist. Am Kanzelkorb befinden sich ein Prophet, Johannes der Täufer und eine Caritasfigur. Auf dem Schalldeckel sind die Jünger Jesu, bis auf Judas, dargestellt. Ambrosius, Augustinus, Hieronymus und Gregor der Große befinden sich auf der Oberseite des Schalldeckels und die Darstellung der Dreieinigkeit Gottes auf der Unterseite.
Auf der Wange der Kanzeltreppe wird auf sechs Flachreliefs das Glaubensbekenntnis von der Schöpfung über die Erlösung bis zur Heiligung verbildlicht. Ebenfalls dargestellt sind das Abendmahl und das Jüngste Gericht. Auf der Kanzeltür sind zwei Reliefs zu finden. Auf dem ersten ist zu erkennen, wie Diebe in den Schafstall einbrechen, auf dem zweiten, wie die Herde schließlich zurückgeführt wird. Außerdem ist auf Lateinisch „Ich bin die Tür zu den Schafen“ (Joh. 10, 7) zu lesen. Die Tür soll Jesus symbolisieren und dass der Prediger nur durch ihn, also mit seiner Botschaft, zur Gemeinde kommen darf.

### Taufstein

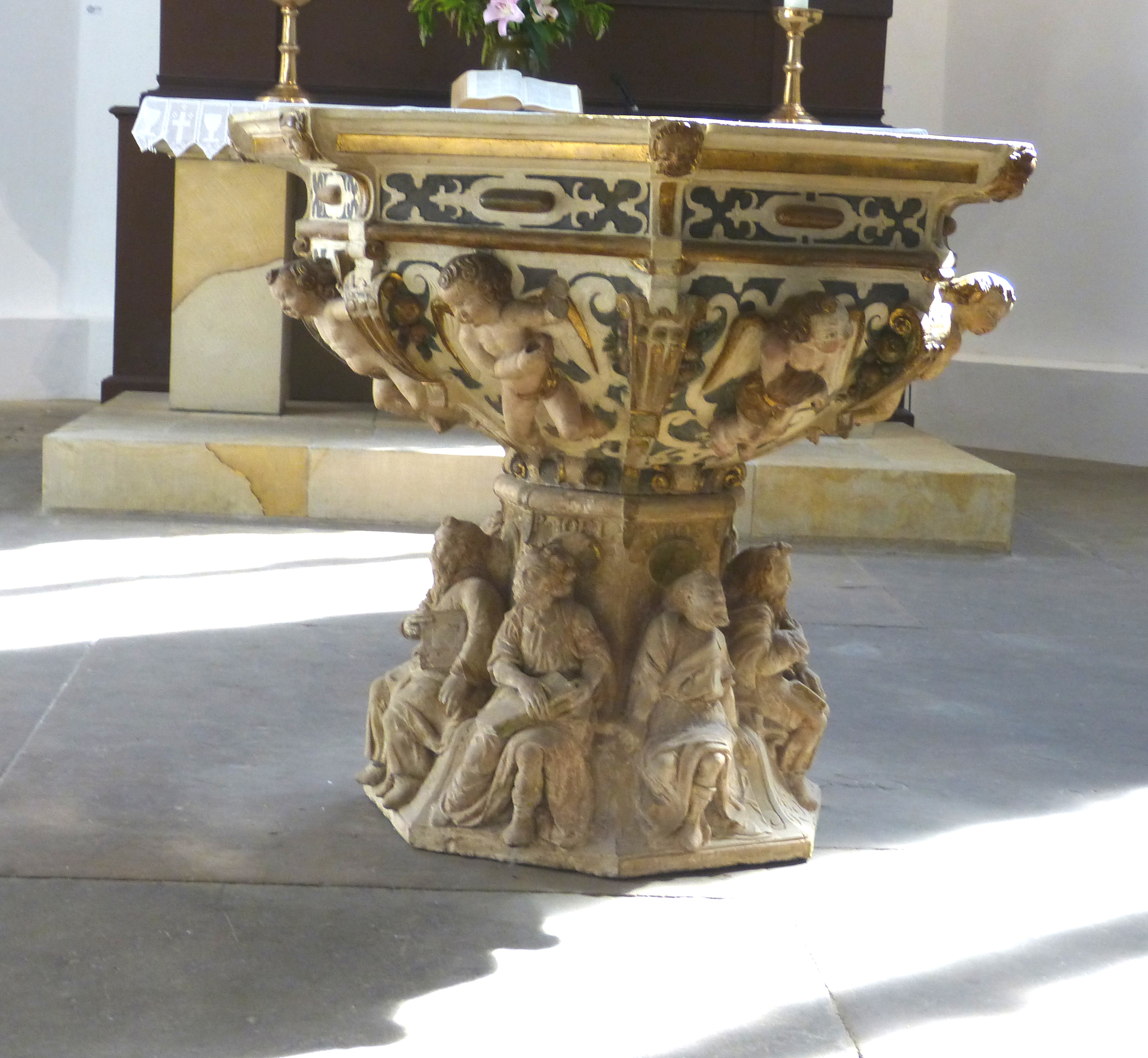
Taufstein

Einer anonymen chronikalischen Notiz zufolge soll der aus der Werkstatt der Gebrüder Friedemann stammende Taufstein Ostern 1608 im Chorraum aufgestellt worden sein. Er besteht aus Sandstein und ist 1,07 m hoch, 55 cm breit und sein oberer Durchmesser beträgt 1,22 m. Sein siebenseitiger Fuß wird von Propheten aus dem Alten Testament gesäumt. Sie sollen auf das Kommen des Erlösers hinweisen.
Die Kuppa wird von geflügelten Putten mit Marterwerkzeugen eingerahmt. Die Putten sollen das Neue Testament symbolisieren.
Da früher die Säuglinge zur Taufe in das Taufbecken eingetaucht wurden, ist das steinerne Taufbecken sehr tief. Heute wird dies jedoch nicht mehr praktiziert, deshalb ist über dem Becken eine flache Taufschale aus Messing angebracht.

### Orgel

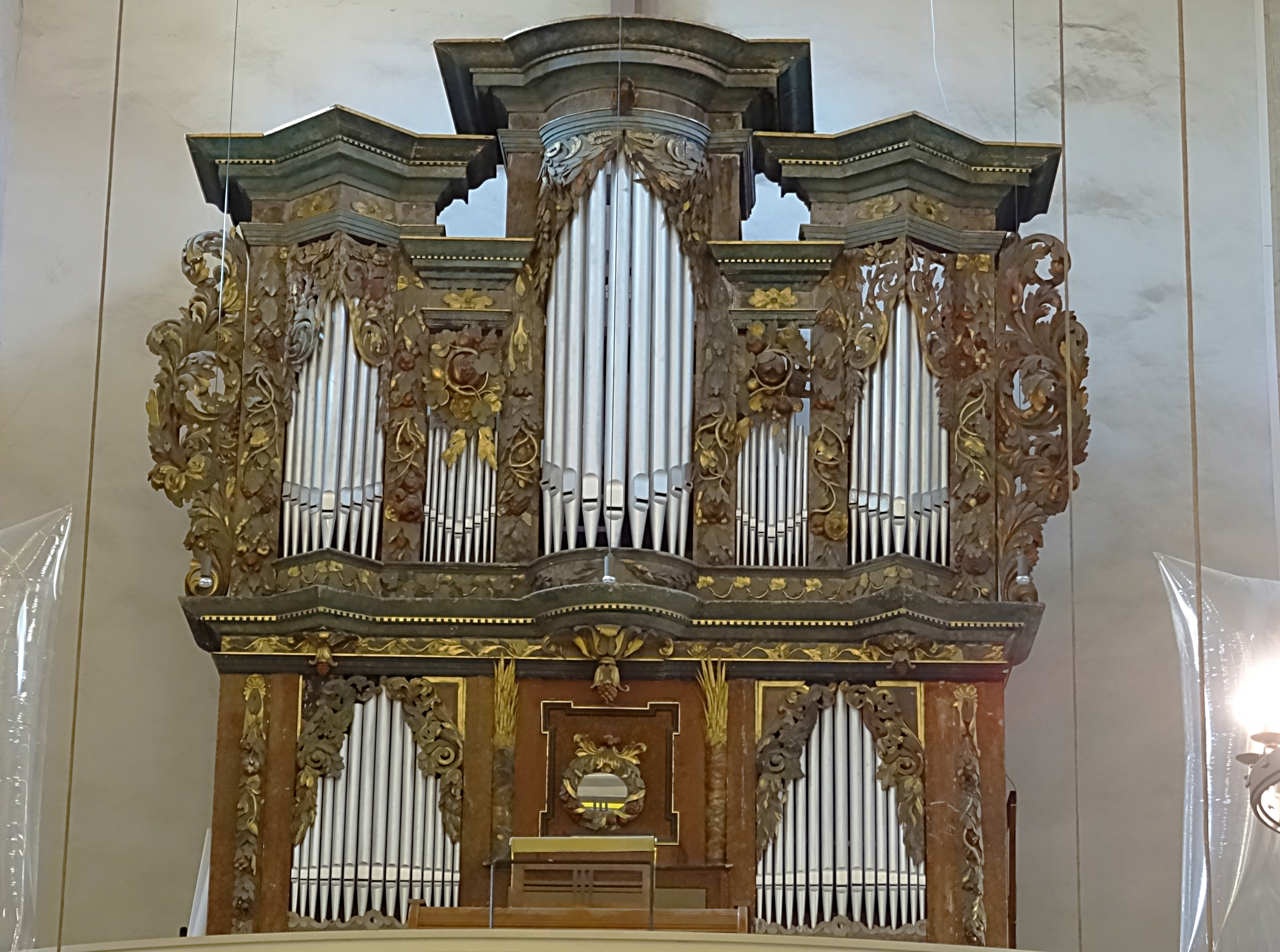
Orgel von Schuster & Sohn (1957)

Die erste Orgel wurde 1511 von Barthel Herings errichtet. Diese wurde 1686–1688 durch einen Neubau von Christoph Junge ersetzt, dessen barocker Prospekt bis heute erhalten ist. 1845 erfolgten eine Reparatur und Erweiterung durch Johann Michael Hesse den Jüngeren. 1911 wurde eine von Wilhelm Rühlmann neu gebaute Orgel mit 42 Registern auf drei Manualen und Pedal geweiht. 1957 errichtete die Firma Schuster & Sohn unter Beibehaltung einiger Register und der Windladen der Rühlmann-Orgel ein neues Instrument; folgende Disposition war vorgesehen:
| I Hauptwerk C– |                |         |
| 1.             | Quintatön      | 16′     |
| 2.             | Prinzipal      | 08′     |
| 3.             | Rohrflöte      | 08′     |
| 4.             | Viola da Gamba | 08′     |
| 5.             | Oktave         | 04′     |
| 6.             | Gämshorn       | 04′     |
| 7.             | Quinte         | 02 ⁄3′  |
| 8.             | Oktave         | 02′     |
| 9.             | Terz           | 01 3⁄5′ |
| 10.            | Mixtur IV      |         |
| 11.            | Trompete       | 08′     |

| II Brustwerk C– |                |       |
| 12.             | Gedackt        | 8′    |
| 13.             | Quintaden      | 8′    |
| 14.             | Prinzipal      | 4′    |
| 15.             | Rohrflöte      | 4′    |
| 16.             | Blockflöte     | 2′    |
| 17.             | Spitzquinte    | 1 ⁄3′ |
| 18.             | Sesquialter II | 2 ⁄3′ |
| 19.             | Cymbel III     |       |
| 20.             | Vox humana     | 8′    |

| III Oberwerk C– |             |        |
| 21.             | Gedackt     | 16′    |
| 22.             | Prinzipal   | 08′    |
| 23.             | Holzgedackt | 08′    |
| 24.             | Prinzipal   | 04′    |
| 25.             | Nachthorn   | 04′    |
| 26.             | Rohrnasat   | 02 ⁄3′ |
| 27.             | Prinzipal   | 02′    |
| 28.             | Sifflöte    | 01′    |
| 29.             | Scharff IV  |        |
| 30.             | Krummhorn   | 08′    |

| Pedal C– |                 |     |
| 31.      | Prinzipal       | 16′ |
| 32.      | Subbass         | 16′ |
| 33.      | Oktavbass       | 08′ |
| 34.      | Gedacktbass     | 08′ |
| 35.      | Choralbass      | 04′ |
| 36.      | Nachthorn       | 02′ |
| 37.      | Rauschpfeife V  |     |
| 38.      | Basskornett III |     |
| 39.      | Posaune         | 16′ |

- Koppeln: II/I, III/I, I/P, II/P, III/P

1. 1 2 3  Vox humana, Krummhorn und Posaune wurden nicht eingebaut.

Die Orgel befand sich bis 2020 an der Westwand, ist inzwischen defekt und wurde abgebaut. Geplant ist, eine neue Orgel in dem barocken Prospekt auf einer ebenfalls neu zu errichtenden Empore zu installieren; übergangsweise wird eine elektronische Orgel benutzt.

### Gemälde

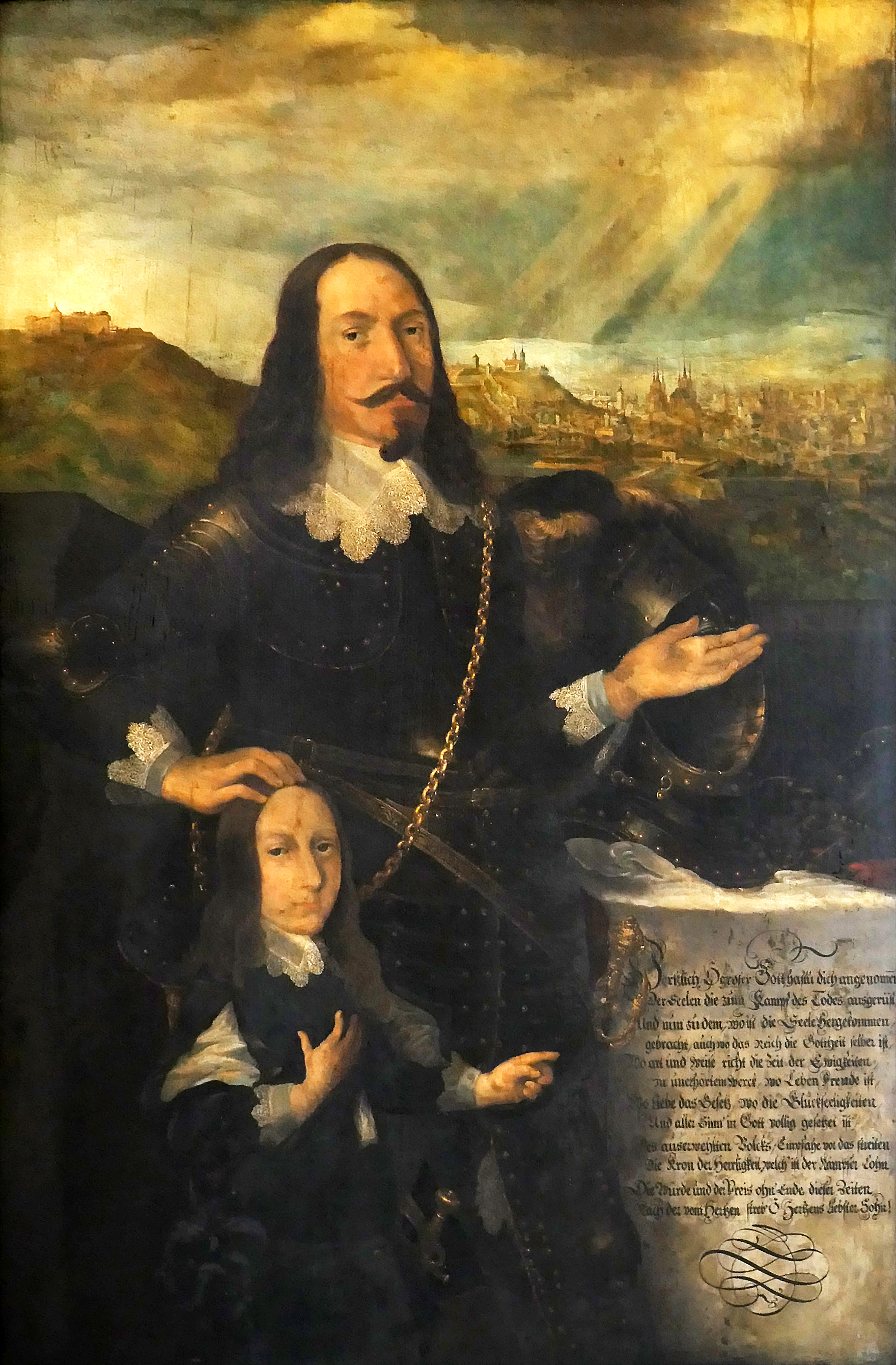
Caspar Ermes mit Sohn (Christian Richter um 1650)

Im südlichen Emporenaufgang befinden sich zwei Gemälde des Malers Christian Richter. Eines zeigt den schwedischen Obersten und Stadtkommandanten Caspar Ermes († 1648) mit seinem Sohn, das andere dessen Gemahlin Anna († 1654) mit ihren zwei verstorbenen Kindern. Beide Gemälde sind 1,60 m hoch und 1,05 m breit. Auf dem Porträt von Ermes ist im Hintergrund eine Ansicht der Stadt Erfurt zu sehen. Es entstand um 1650, das seiner Frau fünf Jahre früher.
Zwei weitere Gemälde befinden sich im nördlichen Emporenaufgang. Eines davon, 2,32 m hoch und 1,17 m breit, entstand um 1670 und zeigt den 1680 verstorbenen Magister Nikolaus Stenger. Dieser war lange Zeit Pfarrer der Kaufmannskirche und außerdem als Professor an der Erfurter Universität tätig. Im Hintergrund ist die älteste authentische Ansicht der Kaufmannskirche zu erkennen.

### Epitaphe

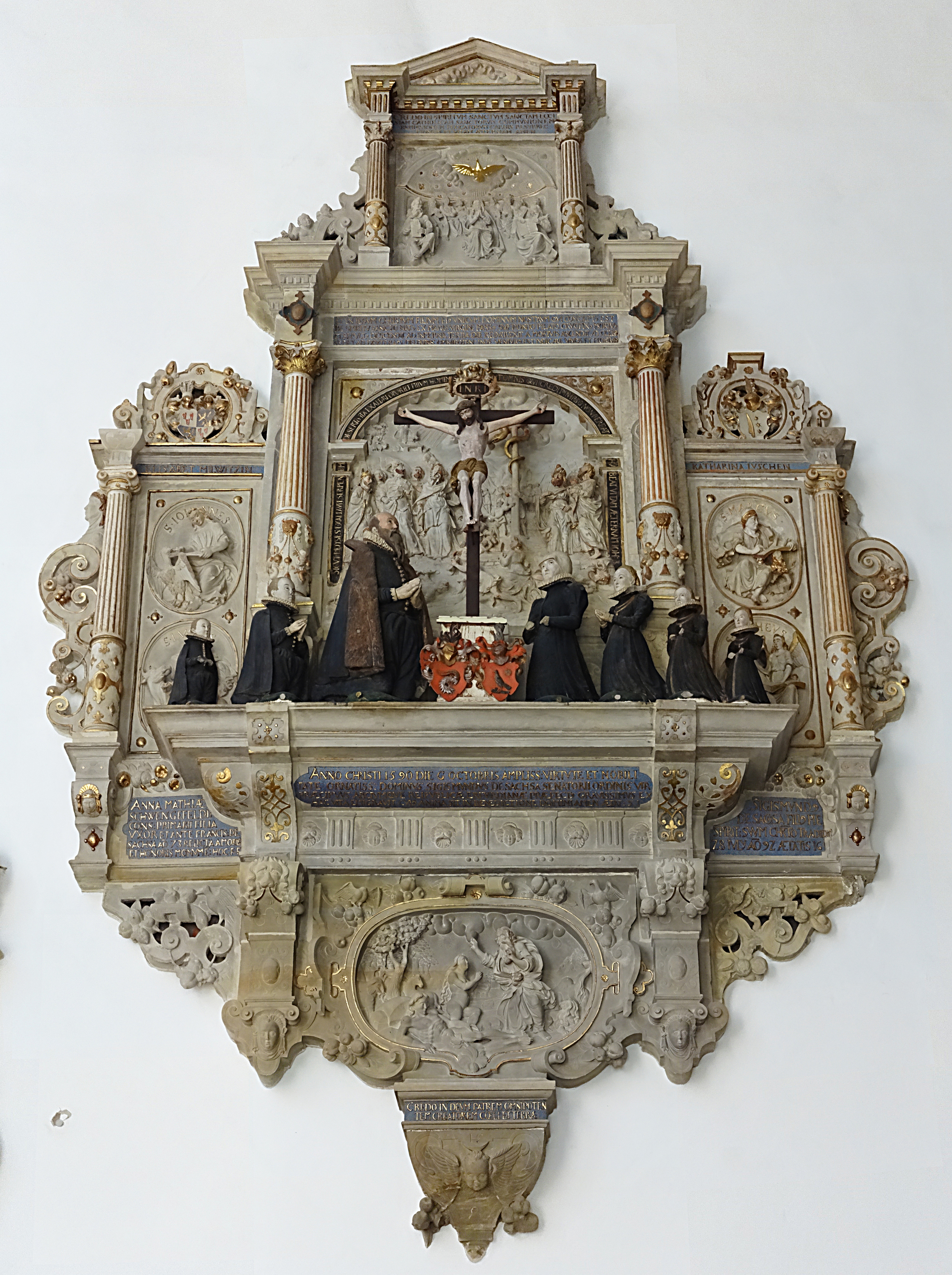
Epitaph der Familie v. d. Sachsen

Die Chorwände werden von den zahlreichen Epitaphen dominiert. Den Gewölbeeinsturz von 1594 haben vermutlich nur die drei großen Epitaphe überstanden. So entstand das Epitaph von Hans Ziegler 1584, das von Wolfgang von Tettau um 1585 und das der Familie des Sigismund von der Sachsen um 1592.
Die nach 1594 errichteten Epitaphe stammen wahrscheinlich aus der Werkstatt der Gebrüder Friedemann. Im gesamten Kirchenschiff sind Epitaphe und Grabplatten aus dem 14. bis zum 17. Jahrhundert zu finden.